# Jean Marie Stine
Jean Marie Stine (13 de abril de 1945 en Sikeston, Missouri) es una editora, escritora y antóloga estadounidense.

## Carrera
Stine trabajó como editora de adquisiciones y desarrollo de libros para Newcastle Publishing y Leisure Books. Durante varios años, fue editora senior especializada en títulos de autoayuda para el editor Jeremy P. Tarcher. Los libros de no ficción de Stine incluyen Double Your Brain Power (Prentice-Hall 1997), una selección del Quality Paperback Book Club, que se tradujo a cinco idiomas.
Stine se ha desempeñado como editora de O'Hara Publications, The Donning Company, la Fundación Internacional para la Educación de Género y Renaissance E Books.
Las antologías que ha editado incluyen The Great Women Detectives: Seven Classic Novelettes, Hearts of the West, Reel Futures: Classic Stories that Became Great SF Movies (con Forrest J. Ackerman) y Those Doggone Dogs.
A finales de la década de 1960, Stine trabajó como asistente personal del creador de Star Trek, Gene Roddenberry, en proyectos especiales.[cita requerida]

## Autora
Como autora, ha escrito ficción y no ficción sobre una variedad de temas para más de cien publicaciones, incluidas Premier, The Los Angeles News, Amazing Stories, Eros, Conundrum y Brain Candy. Entre sus historias más conocidas se encuentran “In the Kingdom of the Sons” y “No Exit” (con Larry Niven). Los seudónimos conocidos incluyen Sibly Whyte y Allen Jorgenson. Dos colecciones recientes de libros electrónicos del trabajo de Stine son Herstory & Other Science Fictions y Trans-Sexual: Tales for Gender Queers.
Stine publicó varias novelas e historias de ciencia ficción a finales de la década de 1960 y principios de la de 1970 como "Henry Stine", comenzando con Season of the Witch en 1968, que luego se adaptó a la película como Memory Run. Bajo el nombre de "Hank Stine", la autora escribió una novela basada en la serie de televisión The Prisoner. Después de la marcha de John J. Pierce, Stine fue editora de Galaxy durante dos números en 1979. Fue editora en jefe de la línea de ciencia ficción y fantasía Starblaze para Donning de 1979 a 1983, publicando títulos como Ruins of Isis de Marion Zimmer Bradley.
Las cuestiones relativas al género, como el cambio, la inversión de roles y la desalineación entre ambos, son temas recurrentes en la obra de Stine. La novela de Stine, Season of the Witch, describe la terrible experiencia de un hombre, un seductor empedernido, que vive a costa de las mujeres y cuya conciencia se transfiere al cuerpo de una mujer como castigo legal. El cuento de Stine "Jinni's So Long at the Fair" trata de un futuro en el que una plaga ha acabado con todos los humanos excepto aquellos con una anomalía genética, con genes masculinos (cariotipo XY) pero fisiología femenina (pechos, vagina). Otra historia corta, "Herstory", describe la manipulación deliberada de la línea de tiempo para cambiar la historia de modo que cada religión humana en la historia haya enfatizado la supremacía de la mujer sobre el hombre.

## Obras

### Ficción
- Season of the Witch. Essex House (# 0112), North Hollywood 1968 Posdata de Harlan Ellison ; Masquerade Books/Rhinoceros Publications, 1994; Renaissance E Books, 2008.
- Thrill City, or The Dugpa. Essex House, North Hollywood 1969; Masquerde Books/Rhinoceros Publications, 1996.
- The Prisoner #3 Ace Books, Nueva York 1970; Dennis Dobson, Londres 1979; también llamado: The Prisoner: A Day in the Life Nueva Biblioteca Inglesa, 1982. (el tercer libro de bolsillo después de la serie de televisión británica The Prisoner cf. The Prisoner en otros medios ).
- Forrest J. Ackerman, Jean Stine (eds.): I, Vampire: Interviews with the Undead. Revista de Ciencias Sociales, Universidad de Chile (1995).
- Trans-Sexual: Transgressive Erotica for Gender Queers (2008)
- Herstory & Other Science Fictions. Libros electrónicos del Renacimiento, 2010.

### No ficción
- It's All In Your Head: Remarkable Facts About the Human Mind (1994)
- Writing Successful Self-Help and How-To Books (1997)
- Double Your Brain Power (1998)
- Ed Wood: The Early Years. Renaissance E Books, 2001.
- Super Brain Power (2002)
- Empowering Your Life with Runes (2004)